# Río Arriba Saliente
Río Arriba Saliente es un barrio ubicado en el municipio de Manatí en el estado libre asociado de Puerto Rico. En el Censo de 2010 tenía una población de 3592 habitantes y una densidad poblacional de 209,59 personas por km².

## Geografía
Río Arriba Saliente se encuentra ubicado en las coordenadas 18°23′1″N 66°28′8″O / 18.38361, -66.46889. Según la Oficina del Censo de los Estados Unidos, Río Arriba Saliente tiene una superficie total de 17.14 km², de la cual 16.95 km² corresponden a tierra firme y (1.09%) 0.19 km² es agua.

## Demografía
Según el censo de 2010, había 3592 personas residiendo en Río Arriba Saliente. La densidad de población era de 209,59 hab./km². De los 3592 habitantes, Río Arriba Saliente estaba compuesto por el 83.85% blancos, el 6.6% eran afroamericanos, el 0.36% eran amerindios, el 0.03% eran asiáticos, el 7.24% eran de otras razas y el 1.92% pertenecían a dos o más razas. Del total de la población el 99.03% eran hispanos o latinos de cualquier raza.